# Dan Moisescu
Dan Moisescu (n. 14 iunie 1909, Odobești, jud. Vrancea, d. 1976 Constanța) a fost un cântăreț român polivalent de muzică populară: vocalist, violonist și dirijor. Este primul artist care a revivifiat cântecele urbane de secol XIX, cu puternice influențe orientale, din colecția Anton Pann, mai cu seamă „Spitalul amorului sau Cântătorul dorului” (1850).

## Biografie
S-a născut la data de 14 iunie 1909, în Odobești, jud. Vrancea, tatăl său fiind preot iar mama învățătoare. Își petrece copilăria la Nenciulești, Buzău, unde, de la tatăl său, primește primele îndrumări muzicale, îndrăgind cu deosebire muzica populară, pe care o cunoaște din contactul cu lăutarii din zonă.

### Studii
La 7 ani începe să cânte la vioară, iar la 15 ani devine membru al orchestrei simfonice a Liceului Hașdeu din Buzău. Tot atunci era sopran în corul catedralei episcopale din Buzău, al cărui dirijor era profesorul său de muzică din liceu, Nicolae Severeanu. 

Dan Moisescu

După moda din perioada filmelor mute, pe lângă cinematografe funcționau și muzicieni, pianiști sau mici formații instrumentale care „sonorizau” filmul cu muzică de atmosferă. Într-o astfel de formație cânta și Dan Moisescu la vioară, la cinematograful liceului Hașdeu.

### Cariera artistică
Licențiat în teologie și absolvent al Conservatorului de Muzică „Ciprian Porumbescu” din București (în 1952), Dan Moisescu s-a dedicat muzicii populare din primii ani ai carierei sale. O făcuse și în timpul studenției, colaborând la revista "Izvorașul" editată între 1919-1941 la Bistrița, Mehedinți de către preotul și învățătorul Gh. N. Dumitrescu. În colecția revistei apar mai multe cântece culese și transcrise de Dan Moisescu în notație muzicală apuseană.
În 1947 pasiunea sa pentru culegerea de folclor se materializează printr-o amplă „Culegere de jocuri, colinde și superstiții” din Făcăeni, Ialomița, al cărui manuscris îl va depune la Biblioteca Academiei șase ani mai târziu. Mai multe sute de piese reprezintă și culegerile din Dobrogea și Ardeal ale lui Dan Moisescu, pe care le-a și armonizat și aranjat pentru orchestra populară.
În 1949 este angajat ca solist vocal al nou înființatei Orchestre „Barbu Lăutaru” a Institutului de Folklor, în paralel cu activitatea de cântăreț în Corul Filarmonicii George Enescu. Ajunge, apoi, solist vocal al orchestrei „Flacăra Prahovei” din Ploiești (1961-1963), dirijor și solist vocal al Ansamblului de cântece și dansuri „Brâulețul” din Constanța (1963-1965), dirijor și solist vocal al Orchestrei „Miorița” a Filarmonicii Gheorghe Dima din Brașov, profesor la Școala populară de artă din Constanța (1970-1974), perioadă în care se ocupă cu succes și de organizarea de orchestre și ansambluri școlare și cântă cu o orchestra proprie, într-un restaurant rezervat străinilor din Eforie.
În 1963, Editura „Muzicală” a Uniunii Compozitorilor editează broșura Cântece populare din repertoriul lui Dan Moisescu, ce cuprinde culegeri, prelucrări și creații personale ale artistului.

Dan Moisescu

### Stilul de interpretare
Cunoscând întreaga diversitate a genurilor și speciilor tradiționale a fost tentat în mod firesc de o abordare cât mai completă a acestora: cântecului liric propriu-zis i-a alăturat balada, cântecul haiducesc, cântecul de dragoste, cel de lume, romanța semicultă și chiar cântecele în stil popular ale unor autori de muzică ușoară.
Florilegiul din înregistrările sale evidențiază această foarte diversă abordare repertorială, care tentează la o asociere a personalității lui Dan Moisescu cu cea a marelui său înaintaș Anton Pann (psalt și muzician de lume în același timp, culegător, interpret și publicist).
Se numără printre primii mari artiști care au abordat repertoriul de cântece și romanțe din culegerile și creațile lui Anton Pann. Studiile sale teologice i-au permis accesul la scrierea psaltică în care erau notate melodiile. A realizat acest proiect în strânsă colaborare cu muzicologul George Georgescu Breazul, al cărui discipol era, în anul 1954, exemplificat pentru printr-un recital cântecele prezentate în conferința profesorului ținută la filarmonica bucureșteană și repetată la Sala Dalles, la Uniunea Compozitorilor și la Academia Română. 
În același an Dan Moisescu înregistra cântece din culegerile lui Anton Pann la casa de discuri Electrecord.

### Prelucrări folclorice
Dan Moisescu integrează în prelucrările sale elemente ce evocă maniera tradițională a lăutarilor de sat cu recitativele caracteristice cântecului bătrânesc nefiindu-i străine stilul băsmit, strigătura, trecerea vocii din registrul de piept în falset. 
Dar într-un cântec de dragoste ca pe Vlașca, preluat aproape aidoma dintr-o culegere din Clejani, Giurgiu a etnomuzicologului Gh. Ciobanu care-i fusese coleg la Conservatorul bucureștean, Dan Moisescu abandonează tehnicile vocale lăutărești în favoarea unui patos mai romantic, cu intonație caldă cu vibrato cult, menite să scoată în evidență mai mult frumusețea cu totul deosebită a creației muzicale și poetice, decât particularitățile stilului de cântec lăutăresc.

## Distincții
În anul 1968 este distins cu medalia Ordinul Meritul Cultural clasa a V-a, pentru activitatea sa ca dirijor și solist la Orchestra de muzică populară „Miorița” a Filarmonicii din Brașov.
În memoria sa, la Topalu, comuna unde a trăit o mare parte din viață, s-a format un festival concurs de folclor românesc, de unde tinerele talente  pot bate la porțile afirmării.